# Élections législatives équatoriennes de 2021
Les élections législatives équatoriennes de 2021 ont lieu le 7 février 2021 afin de renouveler les 137 membres de l'Assemblée nationale de l'Équateur. Le premier tour d'une élection présidentielle est organisé simultanément.

## Contexte
Les législatives de février 2017 conduisent à la perte par l'Alianza País de sa majorité absolue.

## Système électoral

Sièges par province.

L'Assemblée nationale (Asamblea Nacional) est un parlement unicaméral composé de 137 sièges pourvus pour quatre ans selon un mode de scrutin mixte principalement proportionnel.
Sur ce total, 116 sièges sont pourvus au scrutin proportionnel plurinominal avec listes ouvertes dans 31 circonscriptions de 2 à 6 sièges appelés districts. Chacune des 24 provinces correspond à un district à l'exception des trois plus peuplées — Guayas, Pichincha et Manabí —, qui sont subdivisées en plusieurs districts : quatre pour les provinces du Guayas et du Pichincha, deux pour la province du Manabí. Le nombre de sièges par province varie ainsi entre 2 pour les provinces les moins peuplées et 20 pour la Province du Guayas. Après décompte des suffrages, les sièges sont répartis à la proportionnelle dans chaque district selon la méthode d'Hondt.
A ces sièges s'ajoutent 15 autres également pourvus au scrutin proportionnel plurinominal dans une unique circonscription nationale, répartis selon la méthode de Sainte-Laguë.
Enfin, 6 sièges réservés à la diaspora des équatoriens vivant à l'étranger sont pourvus dans trois circonscriptions de deux sièges chacune au scrutin majoritaire plurinominal. Les électeurs disposent de deux voix qu'ils attribuent à raison d'une voix par candidats. Après décompte des suffrages, les deux candidats arrivés en tête dans chaque circonscription sont élus.
Les listes doivent obligatoirement alterner entre candidats de chaque sexe. Les députés sont par ailleurs limités à un maximum de deux mandats, consécutifs ou non.
L'âge minimum ouvrant le droit de vote est de 16 ans, et le vote est obligatoire de 18 à 65 ans.

## Résultats
|                          |                                      |            |       |       |        |        |        |        |               |
| Parti                    | Parti                                | Voix       | %     | +/-   | Sièges | Sièges | Sièges | Sièges | Sièges        |
| Parti                    | Parti                                | Voix       | %     | +/-   | N      | P      | E      | Total  | +/-           |
|                          | Union pour l'espérance (UNES)        | 2 584 579  | 32,21 | 29,11 | 5      | 40     | 4      | 49     | 49            |
|                          | Pachakutik (MUPP-NP)                 | 1 348 595  | 16,81 | 14,14 | 3      | 23     | 1      | 27     | 23            |
|                          | Parti de la gauche démocratique (ID) | 961 424    | 11,98 | 8,21  | 2      | 16     | 0      | 18     | 14            |
|                          | Parti social-chrétien (PSC)          | 780 499    | 9,73  | 6,17  | 2      | 16     | 0      | 18     | 3             |
|                          | Mouvement CREO (CREO)                | 774 185    | 9,65  | -     | 2      | 9      | 1      | 12     | -             |
|                          | Alliance honnêteté (AH)              | 301 426    | 3,76  | Nv    | 1      | 1      | 0      | 2      | 2             |
|                          | Alianza País (País)                  | 222 061    | 2,77  | 36,30 | 0      | 0      | 0      | 0      | 74            |
|                          | Mouvement Équateur uni (EC Unido)    | 166 908    | 2,08  | Nv    | 0      | 2      | 0      | 2      | 2             |
|                          | Avanza                               | 154 535    | 1,93  | 0,22  | 0      | 2      | 0      | 2      | 2             |
|                          | Parti société patriotique (PSP)      | 145 396    | 1,81  | 1,13  | 0      | 1      | 0      | 1      | 1             |
|                          | Unité populaire (UP)                 | 139 961    | 1,74  | 0,14  | 0      | 0      | 0      | 0      | en stagnation |
|                          | Société unie pour l'action (SUMA)    | 135 020    | 1,68  | -     | 0      | 0      | 0      | 0      | -             |
|                          | Mouvement démocratie oui (MDS)       | 84 240     | 1,05  | Nv    | 0      | 1      | 0      | 1      | 1             |
|                          | Force de l’Équateur (FE)             | 70 876     | 0,88  | 3,87  | 0      | 0      | 0      | 0      | 1             |
|                          | Union équatorienne (UE)              | 59 112     | 0,74  | 0,05  | 0      | 1      | 0      | 1      | 1             |
|                          | Mouvement construire (MC25)          | 57 742     | 0,72  | Nv    | 0      | 1      | 0      | 1      | 1             |
|                          | Juntos Podemos                       | 37 446     | 0,47  | Nv    | 0      | 0      | 0      | 0      | en stagnation |
|                          | Mouvements provinciaux               | -          | -     | -     | 0      | 3      | 0      | 3      | en stagnation |
|                          |                                      |            |       |       |        |        |        |        |               |
| Suffrages exprimés       | Suffrages exprimés                   | 7 717 442  | 72,70 |       |        |        |        |        |               |
| Votes blancs             | Votes blancs                         | 1 090 560  | 10,27 |       |        |        |        |        |               |
| Votes nuls               | Votes nuls                           | 1 500 572  | 14,13 |       |        |        |        |        |               |
| Votes annulés            | Votes annulés                        | 307 838    | 2,90  |       |        |        |        |        |               |
| Total                    | Total                                | 10 616 412 | 100   | -     | 15     | 116    | 6      | 137    | en stagnation |
| Abstentions              | Abstentions                          | 2 490 452  | 19,00 |       |        |        |        |        |               |
| Inscrits / Participation | Inscrits / Participation             | 13 106 864 | 81,00 |       |        |        |        |        |               |